# アイオワ州の都市圏の一覧

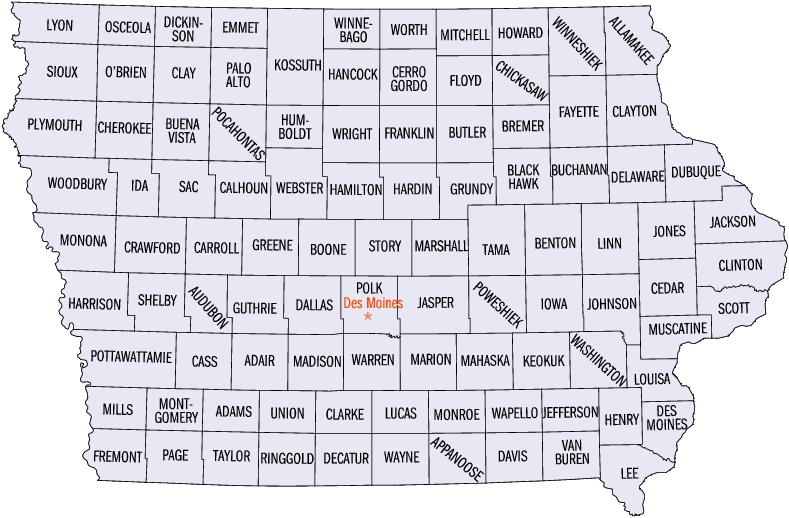
アイオワ州の99郡を示す地図

本項目はアイオワ州の都市圏の一覧（アイオワしゅうのとしけんのいちらん）である。
アメリカ合衆国国勢調査局は、アイオワ州に合同統計地域（CSA/広域都市圏）7ヶ所、大都市統計地域（MSA/都市圏）9ヶ所、および小都市統計地域（μSA/小都市圏）15ヶ所を定義している。下表には、左列より以下の情報を示す。
- 合同統計地域（定義されている場合）の名称
- 合同統計地域の人口
- コアベース統計地域（大都市統計地域および小都市統計地域）の名称
- コアベース統計地域の人口
- 各統計地域に含まれる郡の名称
- 各統計地域に含まれる郡の人口

なお、下表においては、アイオワ州と他州にまたがる合同統計地域およびコアベース統計地域については、名称と統計地域の総人口を青緑色で、アイオワ州内の人口を黒色でそれぞれ示す。また、他州のコアベース統計地域および郡については、その名称と人口を緑色でそれぞれ示す。
下表における人口の数値はすべて2020年に行われた国勢調査時のものである。また、合同統計地域、コアベース統計地域（大都市統計地域・小都市統計地域）のいずれも、2023年7月21日時点での定義に従う。
| 合同統計地域                                   | 人口              | コアベース統計地域                             | 人口            | 郡                           | 人口    |
| ---------------------------------------------- | ----------------- | ---------------------------------------------- | --------------- | ---------------------------- | ------- |
| デモイン・ウェストデモイン・エイムズ広域都市圏 | 890,322           | デモイン・ウェストデモイン都市圏               | 709,466         | ポーク郡                     | 492,401 |
| デモイン・ウェストデモイン・エイムズ広域都市圏 | 890,322           | デモイン・ウェストデモイン都市圏               | 709,466         | ダラス郡                     | 99,678  |
| デモイン・ウェストデモイン・エイムズ広域都市圏 | 890,322           | デモイン・ウェストデモイン都市圏               | 709,466         | ウォーレン郡                 | 52,403  |
| デモイン・ウェストデモイン・エイムズ広域都市圏 | 890,322           | デモイン・ウェストデモイン都市圏               | 709,466         | ジャスパー郡                 | 37,813  |
| デモイン・ウェストデモイン・エイムズ広域都市圏 | 890,322           | デモイン・ウェストデモイン都市圏               | 709,466         | マディソン郡                 | 16,548  |
| デモイン・ウェストデモイン・エイムズ広域都市圏 | 890,322           | デモイン・ウェストデモイン都市圏               | 709,466         | ガスリー郡                   | 10,623  |
| デモイン・ウェストデモイン・エイムズ広域都市圏 | 890,322           | エイムズ都市圏                                 | 125,252         | ストーリー郡                 | 98,537  |
| デモイン・ウェストデモイン・エイムズ広域都市圏 | 890,322           | エイムズ都市圏                                 | 125,252         | ブーン郡                     | 26,715  |
| デモイン・ウェストデモイン・エイムズ広域都市圏 | 890,322           | ペラ小都市圏                                   | 33,414          | マリオン郡                   | 33,414  |
| デモイン・ウェストデモイン・エイムズ広域都市圏 | 890,322           | オスカルーサ小都市圏                           | 22,190          | マハスカ郡                   | 22,190  |
| シーダーラピッズ・アイオワシティ広域都市圏     | 451,939           | シーダーラピッズ都市圏                         | 276,520         | リン郡                       | 230,299 |
| シーダーラピッズ・アイオワシティ広域都市圏     | 451,939           | シーダーラピッズ都市圏                         | 276,520         | ベントン郡                   | 25,575  |
| シーダーラピッズ・アイオワシティ広域都市圏     | 451,939           | シーダーラピッズ都市圏                         | 276,520         | ジョーンズ郡                 | 20,646  |
| シーダーラピッズ・アイオワシティ広域都市圏     | 451,939           | アイオワシティ都市圏                           | 175,419         | ジョンソン郡                 | 152,854 |
| シーダーラピッズ・アイオワシティ広域都市圏     | 451,939           | アイオワシティ都市圏                           | 175,419         | ワシントン郡                 | 22,565  |
| ダベンポート・モリーン広域都市圏               | 474,019 264,364   | ダベンポート・モリーン・ロックアイランド都市圏 | 384,324 174,669 | スコット郡                   | 174,669 |
| ダベンポート・モリーン広域都市圏               | 474,019 264,364   | ダベンポート・モリーン・ロックアイランド都市圏 | 384,324 174,669 | イリノイ州ロックアイランド郡 | 144,672 |
| ダベンポート・モリーン広域都市圏               | 474,019 264,364   | ダベンポート・モリーン・ロックアイランド都市圏 | 384,324 174,669 | イリノイ州ヘンリー郡         | 49,284  |
| ダベンポート・モリーン広域都市圏               | 474,019 264,364   | ダベンポート・モリーン・ロックアイランド都市圏 | 384,324 174,669 | イリノイ州マーサー郡         | 15,699  |
| ダベンポート・モリーン広域都市圏               | 474,019 264,364   | クリントン小都市圏                             | 46,460          | クリントン郡                 | 46,460  |
| ダベンポート・モリーン広域都市圏               | 474,019 264,364   | マスカティン小都市圏                           | 43,235          | マスカティン郡               | 43,235  |
|                                                |                   | ウォータールー・シーダーフォールズ都市圏       | 168,461         | ブラックホーク郡             | 131,144 |
| ブレマー郡                                     | 24,988            | ウォータールー・シーダーフォールズ都市圏       | 168,461         |                              |         |
| グランディ郡                                   | 12,329            | ウォータールー・シーダーフォールズ都市圏       | 168,461         |                              |         |
| スーシティ・ル・マーズ広域都市圏               | 170,032 131,639   | スーシティ都市圏                               | 144,334 105,941 | ウッドベリー郡               | 105,941 |
| スーシティ・ル・マーズ広域都市圏               | 170,032 131,639   | スーシティ都市圏                               | 144,334 105,941 | ネブラスカ州ダコタ郡         | 21,582  |
| スーシティ・ル・マーズ広域都市圏               | 170,032 131,639   | スーシティ都市圏                               | 144,334 105,941 | サウスダコタ州ユニオン郡     | 16,811  |
| スーシティ・ル・マーズ広域都市圏               | 170,032 131,639   | ル・マーズ小都市圏                             | 25,698          | プリマス郡                   | 25,698  |
| オマハ・フリーモント広域都市圏                 | 1,004,771 122,733 | オマハ都市圏                                   | 967,604 122,733 | ネブラスカ州ダグラス郡       | 584,526 |
| オマハ・フリーモント広域都市圏                 | 1,004,771 122,733 | オマハ都市圏                                   | 967,604 122,733 | ネブラスカ州サーピー郡       | 190,604 |
| オマハ・フリーモント広域都市圏                 | 1,004,771 122,733 | オマハ都市圏                                   | 967,604 122,733 | ポタワタミー郡               | 93,667  |
| オマハ・フリーモント広域都市圏                 | 1,004,771 122,733 | オマハ都市圏                                   | 967,604 122,733 | ネブラスカ州カス郡           | 26,598  |
| オマハ・フリーモント広域都市圏                 | 1,004,771 122,733 | オマハ都市圏                                   | 967,604 122,733 | ネブラスカ州ソーンダース郡   | 26,598  |
| オマハ・フリーモント広域都市圏                 | 1,004,771 122,733 | オマハ都市圏                                   | 967,604 122,733 | ネブラスカ州ワシントン郡     | 20,865  |
| オマハ・フリーモント広域都市圏                 | 1,004,771 122,733 | オマハ都市圏                                   | 967,604 122,733 | ハリソン郡                   | 14,582  |
| オマハ・フリーモント広域都市圏                 | 1,004,771 122,733 | オマハ都市圏                                   | 967,604 122,733 | ミルズ郡                     | 14,484  |
| オマハ・フリーモント広域都市圏                 | 1,004,771 122,733 | フリーモント小都市圏                           | 37,167          | ネブラスカ州ドッジ郡         | 37,167  |
|                                                |                   | ダビューク都市圏                               | 99,266          | ダビューク郡                 | 99,266  |
| バーリントン・フォートマディソン広域都市圏     | 78,852 72,465     | バーリントン小都市圏                           | 45,297 38,910   | デモイン郡                   | 38,910  |
| バーリントン・フォートマディソン広域都市圏     | 78,852 72,465     | バーリントン小都市圏                           | 45,297 38,910   | イリノイ州ヘンダーソン郡     | 6,387   |
| バーリントン・フォートマディソン広域都市圏     | 78,852 72,465     | フォートマディソン小都市圏                     | 33,555          | リー郡                       | 33,555  |
|                                                |                   | メイソンシティ小都市圏                         | 50,570          | セロゴード郡                 | 43,127  |
| ワース郡                                       | 7,443             | メイソンシティ小都市圏                         | 50,570          |                              |         |
|                                                |                   | マーシャルタウン小都市圏                       | 40,105          | マーシャル郡                 | 40,105  |
|                                                |                   | フォートドッジ小都市圏                         | 36,999          | ウェブスター郡               | 36,999  |
|                                                |                   | オタムワ小都市圏                               | 35,437          | ワペロ郡                     | 35,437  |
| スペンサー・スピリットレイク広域都市圏         | 34,087            | スピリットレイク小都市圏                       | 17,703          | ディキンソン郡               | 17,703  |
| スペンサー・スピリットレイク広域都市圏         | 34,087            | スペンサー小都市圏                             | 16,384          | クレイ郡                     | 16,384  |
|                                                |                   | ストームレイク小都市圏                         | 20,823          | ブエナビスタ郡               | 20,823  |
|                                                |                   | キャロル小都市圏                               | 20,760          | キャロル郡                   | 20,760  |
| （設定無し）                                   | （設定無し）      | （設定無し）                                   | （設定無し）    | スー郡                       | 35,872  |
| （設定無し）                                   | （設定無し）      | （設定無し）                                   | （設定無し）    | ブキャナン郡                 | 20,565  |
| （設定無し）                                   | （設定無し）      | （設定無し）                                   | （設定無し）    | ヘンリー郡                   | 20,482  |
| （設定無し）                                   | （設定無し）      | （設定無し）                                   | （設定無し）    | ウィネシーク郡               | 20,070  |
| （設定無し）                                   | （設定無し）      | （設定無し）                                   | （設定無し）    | ファイエット郡               | 19,509  |
| （設定無し）                                   | （設定無し）      | （設定無し）                                   | （設定無し）    | ジャクソン郡                 | 19,485  |
| （設定無し）                                   | （設定無し）      | （設定無し）                                   | （設定無し）    | ポウシーク郡                 | 18,662  |
| （設定無し）                                   | （設定無し）      | （設定無し）                                   | （設定無し）    | シーダー郡                   | 18,505  |
| （設定無し）                                   | （設定無し）      | （設定無し）                                   | （設定無し）    | デラウェア郡                 | 17,488  |
| （設定無し）                                   | （設定無し）      | （設定無し）                                   | （設定無し）    | タマ郡                       | 17,135  |
| （設定無し）                                   | （設定無し）      | （設定無し）                                   | （設定無し）    | クレイトン郡                 | 17,043  |
| （設定無し）                                   | （設定無し）      | （設定無し）                                   | （設定無し）    | ハーディン郡                 | 16,878  |
| （設定無し）                                   | （設定無し）      | （設定無し）                                   | （設定無し）    | アイオワ郡                   | 16,662  |
| （設定無し）                                   | （設定無し）      | （設定無し）                                   | （設定無し）    | クロフォード郡               | 16,525  |
| （設定無し）                                   | （設定無し）      | （設定無し）                                   | （設定無し）    | ジェファーソン郡             | 15,663  |
| （設定無し）                                   | （設定無し）      | （設定無し）                                   | （設定無し）    | フロイド郡                   | 15,627  |
| （設定無し）                                   | （設定無し）      | （設定無し）                                   | （設定無し）    | ページ郡                     | 15,211  |
| （設定無し）                                   | （設定無し）      | （設定無し）                                   | （設定無し）    | ハミルトン郡                 | 15,039  |
| （設定無し）                                   | （設定無し）      | （設定無し）                                   | （設定無し）    | コスース郡                   | 14,828  |
| （設定無し）                                   | （設定無し）      | （設定無し）                                   | （設定無し）    | バトラー郡                   | 14,334  |
| （設定無し）                                   | （設定無し）      | （設定無し）                                   | （設定無し）    | オブライエン郡               | 14,182  |
| （設定無し）                                   | （設定無し）      | （設定無し）                                   | （設定無し）    | アラマキー郡                 | 14,061  |
| （設定無し）                                   | （設定無し）      | （設定無し）                                   | （設定無し）    | カス郡                       | 13,127  |
| （設定無し）                                   | （設定無し）      | （設定無し）                                   | （設定無し）    | ライト郡                     | 12,943  |
| （設定無し）                                   | （設定無し）      | （設定無し）                                   | （設定無し）    | アパヌース郡                 | 12,317  |
| （設定無し）                                   | （設定無し）      | （設定無し）                                   | （設定無し）    | ユニオン郡                   | 12,317  |
| （設定無し）                                   | （設定無し）      | （設定無し）                                   | （設定無し）    | チカソー郡                   | 12,012  |
| （設定無し）                                   | （設定無し）      | （設定無し）                                   | （設定無し）    | ライアン郡                   | 11,934  |
| （設定無し）                                   | （設定無し）      | （設定無し）                                   | （設定無し）    | シェルビー郡                 | 11,746  |
| （設定無し）                                   | （設定無し）      | （設定無し）                                   | （設定無し）    | チェロキー郡                 | 11,658  |
| （設定無し）                                   | （設定無し）      | （設定無し）                                   | （設定無し）    | ルイザ郡                     | 10,837  |
| （設定無し）                                   | （設定無し）      | （設定無し）                                   | （設定無し）    | ハンコック郡                 | 10,795  |
| （設定無し）                                   | （設定無し）      | （設定無し）                                   | （設定無し）    | ウィネベーゴ郡               | 10,679  |
| （設定無し）                                   | （設定無し）      | （設定無し）                                   | （設定無し）    | ミッチェル郡                 | 10,565  |
| （設定無し）                                   | （設定無し）      | （設定無し）                                   | （設定無し）    | モンゴメリー郡               | 10,330  |
| （設定無し）                                   | （設定無し）      | （設定無し）                                   | （設定無し）    | ケオクク郡                   | 10,033  |
| （設定無し）                                   | （設定無し）      | （設定無し）                                   | （設定無し）    | フランクリン郡               | 10,019  |
| （設定無し）                                   | （設定無し）      | （設定無し）                                   | （設定無し）    | カルフーン郡                 | 9,927   |
| （設定無し）                                   | （設定無し）      | （設定無し）                                   | （設定無し）    | サク郡                       | 9,814   |
| （設定無し）                                   | （設定無し）      | （設定無し）                                   | （設定無し）    | クラーク郡                   | 9,748   |
| （設定無し）                                   | （設定無し）      | （設定無し）                                   | （設定無し）    | ハンボルト郡                 | 9,597   |
| （設定無し）                                   | （設定無し）      | （設定無し）                                   | （設定無し）    | ハワード郡                   | 9,469   |
| （設定無し）                                   | （設定無し）      | （設定無し）                                   | （設定無し）    | エメット郡                   | 9,388   |
| （設定無し）                                   | （設定無し）      | （設定無し）                                   | （設定無し）    | デイビス郡                   | 9,110   |
| （設定無し）                                   | （設定無し）      | （設定無し）                                   | （設定無し）    | パロアルト郡                 | 8,996   |
| （設定無し）                                   | （設定無し）      | （設定無し）                                   | （設定無し）    | グリーン郡                   | 8,771   |
| （設定無し）                                   | （設定無し）      | （設定無し）                                   | （設定無し）    | モノナ郡                     | 8,751   |
| （設定無し）                                   | （設定無し）      | （設定無し）                                   | （設定無し）    | ルーカス郡                   | 8,634   |
| （設定無し）                                   | （設定無し）      | （設定無し）                                   | （設定無し）    | ディケーター郡               | 7,645   |
| （設定無し）                                   | （設定無し）      | （設定無し）                                   | （設定無し）    | モンロー郡                   | 7,577   |
| （設定無し）                                   | （設定無し）      | （設定無し）                                   | （設定無し）    | アデア郡                     | 7,496   |
| （設定無し）                                   | （設定無し）      | （設定無し）                                   | （設定無し）    | ヴァンビューレン郡           | 7,203   |
| （設定無し）                                   | （設定無し）      | （設定無し）                                   | （設定無し）    | ポカホンタス郡               | 7,078   |
| （設定無し）                                   | （設定無し）      | （設定無し）                                   | （設定無し）    | アイダ郡                     | 7,005   |
| （設定無し）                                   | （設定無し）      | （設定無し）                                   | （設定無し）    | フレモント郡                 | 6,605   |
| （設定無し）                                   | （設定無し）      | （設定無し）                                   | （設定無し）    | ウェイン郡                   | 6,497   |
| （設定無し）                                   | （設定無し）      | （設定無し）                                   | （設定無し）    | オセオラ郡                   | 6,192   |
| （設定無し）                                   | （設定無し）      | （設定無し）                                   | （設定無し）    | テイラー郡                   | 5,896   |
| （設定無し）                                   | （設定無し）      | （設定無し）                                   | （設定無し）    | オーデュボン郡               | 5,674   |
| （設定無し）                                   | （設定無し）      | （設定無し）                                   | （設定無し）    | リングゴールド郡             | 4,663   |
| （設定無し）                                   | （設定無し）      | （設定無し）                                   | （設定無し）    | アダムズ郡                   | 3,704   |

## 註
1. ↑  QuickFacts. U.S. Census Bureau. 2020年.
2. ↑  OMB Bulletin No. 23-01, Revised Delineations of Metropolitan Statistical Areas, Micropolitan Statistical Areas, and Combined Statistical Areas, and Guidance on Uses of the Delineations of These Areas. Office of Management and Budget. 2023年7月21日.